# Стип, Фредерик
Фредерик Уильям Стип (англ. Frederick William Steep; 20 декабря 1874, Сент-Катаринс, Онтарио — 14 сентября 1956, Гуэлф, Онтарио) — канадский футболист, чемпион летних Олимпийских игр 1904.
На Играх 1904 в Сент-Луисе Стип выступал за сборную Канады. Выиграв два матча и забив один гол в одном из них, он занял первое место и выиграл золотую медаль.